# Brauerei Greif
Die Brauerei Greif GmbH & Co. KG (auch Brauerei Josef Greif oder Greif-Bräu) ist eine von vier in der oberfränkischen Stadt Forchheim ansässigen Brauereien und wurde 1848 gegründet. Der Ausstoß pro Jahr beträgt etwa 13.000 Hektoliter. Die Brauerei ist Mitglied im Brauring, einer Kooperationsgesellschaft privater Brauereien aus Deutschland, Österreich und der Schweiz.
Die Brauerei wurde im sogenannten Kapuzinerwirt in der Sattlertorstraße 18 in Forchheim gegründet. Die ersten Brauer waren Johann Neuner, Georg Wagner und Johann Wagner. Seit der Übernahme durch Daniel Greif befindet sich die Brauerei im Familienbesitz. Dessen Enkel und Namensgeber des Unternehmens, Josef Greif, kaufte 1928 den Eiskeller der Brauerei Schindler. 1950 zog die Brauerei Greif an ihren jetzigen Standort Serlbacher Straße 10. 1953 wurde ein Neubau in Betrieb genommen, in den 1990er-Jahren ein neues Sudhaus, ein Gärkeller, ein Lagerkeller und eine Lagerhalle.
Die ganzjährig angebotene Produktpalette umfasst die Sorten Edelpils, Helles, Radler, „Capitulare“ (untergäriges Bier), Lager, Leichtbier, Weizen (hell, dunkel und leicht), „Bernsteinweizen“ (obergäriges Weizen), „Schlöbberla“ (untergäriges Landbier) und Zwickl. Saisonal offeriert werden „Hopfstar“ (naturbelassenes Kellerbier, ab Ende Mai), „Annafest-Bier“ (Mitte Juni bis Ende August), Bock (ab Mitte/Ende Oktober) und „Weihnachtsfestbier“ (Mitte November bis Mitte/Ende Januar). Abgefüllt wird in Kronkorkenflaschen. Für alle Biere werden ausschließlich Rohstoffe aus der Region verwendet.
Die Brauerei erhielt folgende Auszeichnungen:
- DLG: Siebenmal Gold, sechsmal Silber und zweimal Bronze.
- European Beer Star Award: Dreimal Gold, achtmal Silber und zweimal Bronze
- World Beer Award: sechsmal Gold, dreimal Silber und siebenmal Bronze
- World Beer Idol: zweimal Gold, einmal Bronze
- Frankfurt International Trophy: dreimal Grand Gold, einmal Gold, einmal Silber